# Tula (Iran)
Tula – miejscowość w południowym Iranie, w ostanie Hormozgan, na wyspie Keszm. W 2006 roku miejscowość liczyła 1742 mieszkańców w 457 rodzinach.